# جورج آلون
جورج آلون (انگلیسی: George Allon; ۲۷ اوت ۱۸۹۹ – ۱۹۸۳ (۸۳−۸۴ سال)) بازیکن فوتبال اهل بریتانیا بود.
از باشگاه‌هایی که در آن بازی کرده‌است می‌توان به باشگاه فوتبال ویگان اتلتیک، باشگاه فوتبال کاونتری سیتی، و باشگاه فوتبال نورث‌همپتون تاون اشاره کرد.